# Mont Saint-Pierre (Champigny)
Ne doit pas être confondu avec Mont-Saint-Pierre ou Haut Saint-Pierre.

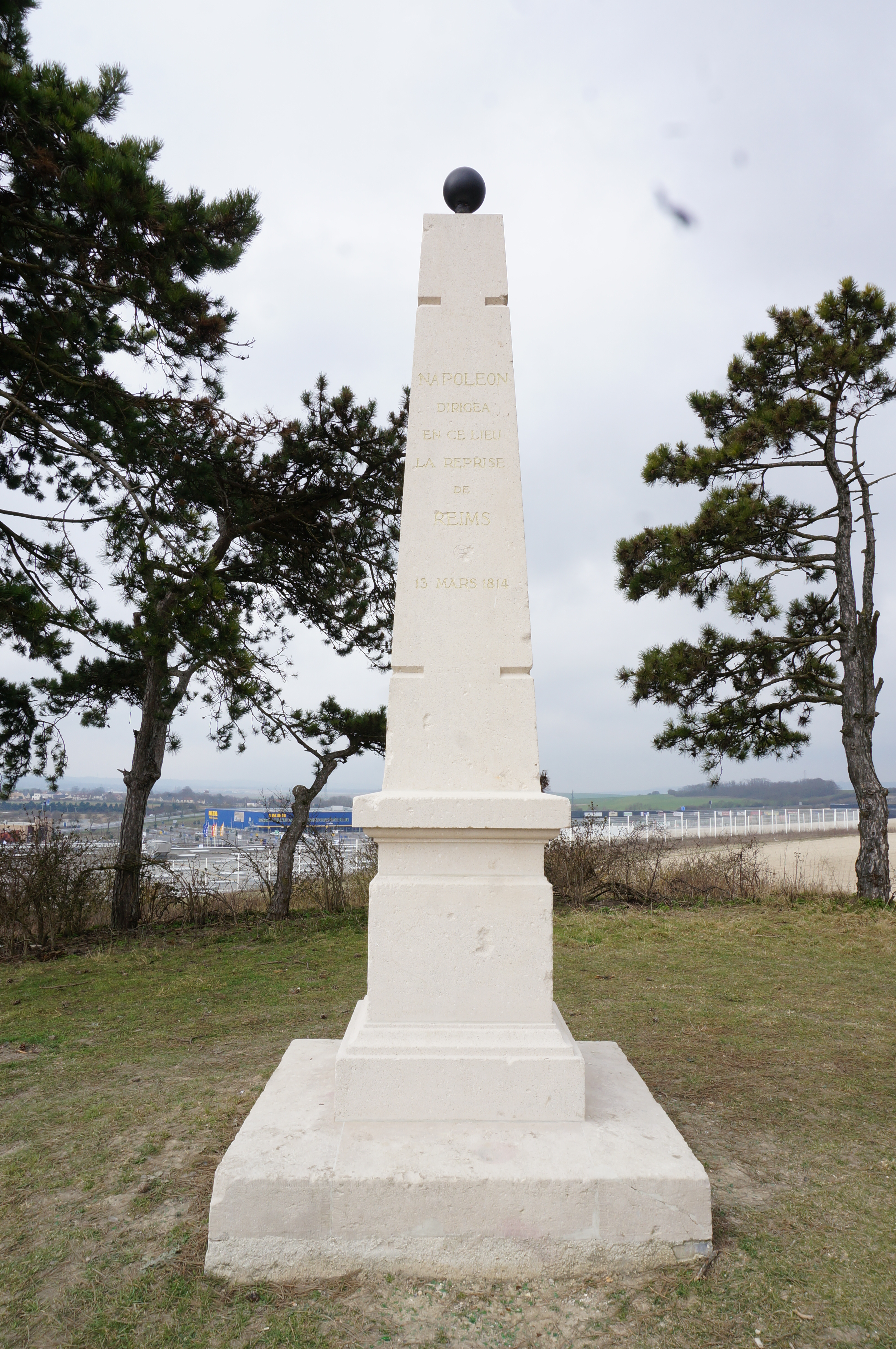
Monument du Mont-Saint-Pierre.

Le Mont Saint-Pierre est une colline à Champigny dans la Marne, lieu de mémoire de la victoire de la bataille de Reims du 13 mars 1814 gagnée par Napoléon contre les Russes. La butte se situe au croisement des communes de Thillois, Champigny et Tinqueux.

## Histoire
Les premières traces d'occupation humaine de la colline remonte au mésolithique, et les traces des premiers habitats remontent au néolithique. Le site semble abandonné pendant l'âge de bronze, le chenal s'étant asséché. L'activité humaine revient au Bronze final, puis des habitats de type hallstattiens daté de l'âge de fer sont découverts. Une voie romaine traversant le site et deux sépultures témoignent de la vie du site durant le Haut-Empire romain. Des traces d'enclos fossoyés et de bâtiments sur poteaux datés du IVe – Ve siècle révèlent une utilisation plus intentsive des lieux à l'Antiquité. Les vestiges d'une plantation (probablement vignes) sont retrouvés.
Le Mont Saint-Pierre est mentionné une première fois en 1154 dans la charte 145 de Samson (archevêque de Reims).
Un pouillé du diocèse de Reims daté entre 1303 et 1312 fait état d'un monastère érigé au début du XIVe siècle en l’honneur de Saint Pierre. Des fouilles effectuées en juillet-août 2009 révèlent qu'un village était érigé sur le Mont Saint-Pierre, mais qu'il aurait été détruit vers 1360 par les Anglais en route pour Reims. Des fouilles ultérieures avaient révélé des cercueils en plâtre (exhumés au début du XIXe siècle), des ossements (vers 1875) et un vase intact du XIe siècle (1882).
Entre le milieu du XVe siècle et le XVIIe siècle, « il n’y demeure ame » sur le Mont Saint-Pierre. L'église qui se dressait sur la colline est démolie à la suite d'un ordre du 11 juillet 1673 et transférée à Tinqueux. Les fouilles ont révélé des caves connectées à des réseaux souterrains sous l'ancienne bâtisse.

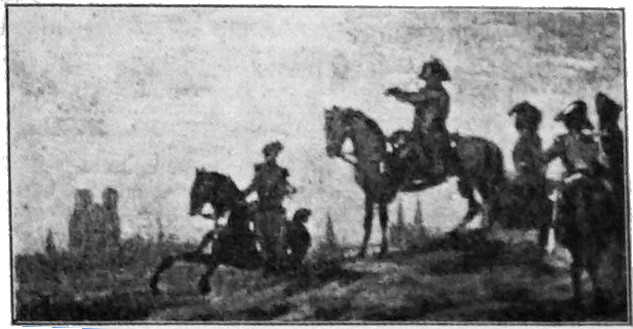
Napoléon dirigeant la bataille depuis le Mont-Saint-Pierre.

Le 13 mars 1814, 22.000 soldats sous le commandement de Napoléon 1er sont stationnés au pied du Mont Saint-Pierre et s'apprêtent à mener la bataille de Reims contre le général Saint-Priest. L'empereur ponctue son discours par « Messieurs, rejoignez la troupe ! L’armée française passe à l’attaque. Marmont et Bordessoulle en avant au son des trois coups de canon de l’artillerie de la Garde ! et musique en tête maintenant que nous n’avons plus besoin de dissimuler nos intentions ! ». Une pierre à fusil et un petit bloc gravé trouvés lors de fouilles confirment cet épisode.
Le 30 octobre 1921 (ou le 20 octobre 1931), le Mont Saint-Pierre est classé site historique.
À partir de 2009, la création d'une zone d’aménagement concerté (ZAC) au pied du Mont Saint-Pierre requiert un décaissement de 15 mètres de profondeur dans le flanc ouest du mont. En 2021, le conseil municipal valide l'installation d'une antenne relais sur le Mont Saint-Pierre.

## Topographie
La butte du Mont Saint-Pierre culmine à 107 mètres d'altitude.

## Monument
Le 16 mai 1909, une stèle commémorant le 13 mars 1814 est dressée. Elle contenait l'inscription « Observatoire de Napoléon 1er avant la bataille du 13 mars 1814 ». La stèle est endommagée pendant la Première Guerre mondiale, puis remplacée par une stèle en forme d'obélisque le 2 avril 1933. Cette stèle est brisée pas la foudre vers 1970 et remplacée par une colonne de 4 mètres de haut en pierre blanche contenant l'inscription « Napoléon dirigea en ce lieu la reprise de Reims – 13 mars 1814 ».